# The World Needs a Hero
The World Needs a Hero (с англ. — «Мир жаждет героя») — девятый студийный альбом американской метал-группы Megadeth, выпущенный в 2001 году.

## Об альбоме
Эта работа наметила возвращение группы к треш-металу после четырёх предыдущих альбомов, направленных на коммерческий стиль рока. Дэйв Мастейн, фронтмен группы, сказал о группе на момент выхода альбома: она будто «корабль, потерявшийся в море и ищущий свой курс». Однако в песнях «Promises» и «Losing my Scences» присутствуют также оркестровые аранжировки. Это также последний альбом с Дэвидом Эллефсоном в качестве басиста Megadeth до его возвращения в 2010 году. В 2002 году группа распадается в связи с травмой руки Мастейна.
The World Needs a Hero — первый альбом со времен Rust in Peace, на обложке которого изображен маскот группы Вик Раттлхэд.
Композиция «Return to Hangar» является прямым продолжением песни «Hangar 18» с альбома Rust in Peace.
Мастейн посвятил песню «When» всем тем, кто отрицательно отзывался о нём и группе по поводу попытки поворота музыки Megadeth в сторону коммерческого успеха. Структура композиции напоминает песню «Am I Evil?» британской группы Diamond Head. По словам Дэйва, это сделано намеренно, чтобы отдать должное всему движению NWOBHM. Также в начале песни звучит рифф, очень похожий на рифф из песни The Call of Ktulu группы Metallica. Кроме того, это единственная песня в творчестве Megadeth продолжительностью более 7 минут. В песнях «Promises», «1000 Times Goodbye» и «Losing my Scences» раскрываются личные темы.
В «Burning Bridges» раскрыта тема депрессии, подавленности.
Песня «Moto Psycho» вышла в качестве сингла и на неё был снят видеоклип. Трек «Dread and the Fugitive Mind» вышел в виде промосингла и попал в два сборника: предшествующий альбому Capitol Punishment: The Megadeth Years и последующий ему Still Alive... and Well?.

## Список композиций
| №   | Название                      | Текст песни    | Музыка               | Длительность |
| --- | ----------------------------- | -------------- | -------------------- | ------------ |
| 1.  | «Disconnect»                  | Дэйв Мастейн   | Мастейн              | 5:20         |
| 2.  | «The World Needs a Hero»      | Мастейн        | Мастейн              | 3:52         |
| 3.  | «Moto Psycho»                 | Мастейн        | Мастейн              | 3:06         |
| 4.  | «1000 Times Goodbye»          | Мастейн        | Мастейн              | 6:25         |
| 5.  | «Burning Bridges»             | Мастейн        | Мастейн              | 5:20         |
| 6.  | «Promises»                    | Мастейн        | Мастейн, Эл Питрелли | 4:28         |
| 7.  | «Recipe for Hate... Warhorse» | Мастейн        | Мастейн              | 5:18         |
| 8.  | «Losing My Senses»            | Мастейн        | Мастейн              | 4:40         |
| 9.  | «Dread and the Fugitive Mind» | Мастейн        | Мастейн              | 4:25         |
| 10. | «Silent Scorn»                | (инструментал) | Мастейн              | 1:42         |
| 11. | «Return to Hangar»            | Мастейн        | Мастейн              | 3:59         |
| 12. | «When»                        | Мастейн        | Мастейн              | 9:14         |

### Японская версия
| №   | Название                      | Текст песни    | Музыка            | Длительность |
| --- | ----------------------------- | -------------- | ----------------- | ------------ |
| 1.  | «Disconnect»                  | Мастейн        | Мастейн           | 5:20         |
| 2.  | «The World Needs a Hero»      | Мастейн        | Мастейн           | 3:52         |
| 3.  | «Coming Home»                 | Мастейн        | Мастейн           | 2:35         |
| 4.  | «Moto Psycho»                 | Мастейн        | Мастейн           | 3:06         |
| 5.  | «1000 Times Goodbye»          | Мастейн        | Мастейн           | 6:25         |
| 6.  | «Burning Bridges»             | Мастейн        | Мастейн           | 5:20         |
| 7.  | «Promises»                    | Мастейн        | Мастейн, Питрелли | 4:28         |
| 8.  | «Recipe for Hate... Warhorse» | Мастейн        | Мастейн           | 5:18         |
| 9.  | «Losing My Senses»            | Мастейн        | Мастейн           | 4:40         |
| 10. | «Dread and the Fugitive Mind» | Мастейн        | Мастейн           | 4:25         |
| 11. | «Silent Scorn»                | (инструментал) | Мастейн           | 1:42         |
| 12. | «Return to Hangar»            | Мастейн        | Мастейн           | 3:59         |
| 13. | «When»                        | Мастейн        | Мастейн           | 9:14         |

## Популярная культура
- Песня «Moto Psycho» звучит в игре «Heavy Metal: Geomatrix» для игровой приставки Dreamcast.

## Позиции в чартах

### Альбом
| Чарт (2001)           | Позиция |
| --------------------- | ------- |
| Austrian Albums Chart | 59      |
| Dutch Albums Chart    | 80      |
| Finnish Albums Chart  | 23      |
| French Albums Chart   | 28      |
| German Albums Chart   | 36      |
| Polish Albums Chart   | 17      |
| Swedish Albums Chart  | 38      |
| Swiss Albums Chart    | 94      |
| US Billboard 200      | 16      |

### Синглы
| Год  | Сингл         | Чарт                   | Позиция |
| ---- | ------------- | ---------------------- | ------- |
| 2001 | «Moto Psycho» | Mainstream Rock Tracks | 22      |

## Участники записи

### Megadeth
- Дэйв Мастейн — гитара, вокал
- Эл Питрелли — гитара, бэк-вокал
- Дэвид Эллефсон — бас-гитара, бэк-вокал
- Джимми Деграссо — ударные[6]

### Приглашенные музыканты
- Боб Финдлер — труба в «Silent Scorn»[7]
- Сюзи Катаяма — оркестровая аранжировка в «Promises» и «Losing My Senses»[7]